# Отто Август Розенбергер
О́тто А́вгуст Розенбе́ргер (нім. Otto August Rosenberger; 10 серпня 1800, Тукумс, Курляндська губернія — 23 січня 1890, Галле, Німеччина) — німецький астроном, іноземний член Лондонського королівського товариства (1835).

## Життєпис
Отто Август Розенбергер народився 10 серпня 1800 року в Тукумсі. 1811 року перебрався з батьком-лікарем до Кенігсберга, де у 1819—1825 роках вивчав астрономію. Був учнем Фрідріха Вільгельма Бесселя, під керівництвом якого з 1923 року працював асистентом у Кенігсберзькій обсерваторії.
Бессель спочатку доручив Розенбергеру обчислити кількість окультацій Плеяд, щоб отримати точніші значення відстаней між обсерваторіями, на яких проводилися спостереження. Розенбергер також брав участь у зонних спостереженнях Бесселя (про помилку, допущену в цій роботі стало відомо лише у 1861 році, коли Едуард Шенфельд продемонстрував, що у спостереженні зони 285, проведеному 23 квітня 1825 року, Розенбергер переплутав астероїд Паллада із нерухомою зіркою). 1824 року Розенбергер розрахував новий каталог, який з'явився в Astronomische Beobachtungen під назвою «Verzeichnis der geraden Aufsteigungen der 36 Fundamentalsterne für 1825» («Довідник прямих піднесень 36 основних зірок за 1825 рік»). Цей каталог ґрунтувався на результатах спостережень, які він зробив з використанням кенігсберзького меридіанного кола між 1821 і 1824 роками.
З 1826 року за рекомендацією Бесселя призначений професором математики та директором обсерваторії Університету Галле.
Виконавши вимоги для отримання докторського ступеня, що був присуджений йому Кенігсберзьким університетом 16 липня того ж року, Розенбергер вирушив до Галле, щоб взятися за свої нові обов'язки із жовтня 1826. Він виявив, що там обсерваторія, яка була зведена в 1790 році суто для навчальних цілей, на жаль, була недостатньо обладнана, і не давала йому можливості проводити систематичні спостереження. Тому він звернувся до теоретичних досліджень і в 1827 році опублікував своє дослідження результатів, зібраних експедицією, надісланою до Лапландії Паризькою академією наук у 1736—1737 роках. Метою цього заходу, яким керував Мопертюї, було вимірювання довжини земної поверхні, що відповідає градусу довготи. Результати вимірювань викликали значну критику, але Розенбергер, ретельно зваживши основні сторони починання, прийшов до висновку, що робота виконана коректно.
У 1834 році, незадовго до очікуваної повторної появи комети Галлея, Розенбергер, працюючи певний період часу з Генріхом Ольберсом, виконав нові обчислення орбітальних елементів і ефемерид комети. Його результати тісно узгоджувалися з пізнішими реальними спостереженнями. У серії окремих публікацій він досліджував елементи комети під час її появи у 1682 та 1759 роках і дав звіт про їх збурення у проміжний період. Це були його останні публікації; він присвятив решту своєї кар'єри виконанню викладацьких та адміністративних обов'язків та продовжував із захопленням читати лекції навіть після виходу на пенсію в 1879 році.
У 1837 році він отримав Золоту медаль Королівського астрономічного товариства.
Отто Август Розенбергер помер 23 січня 1890 року в Галле.
На його честь було названо кратер на Місяці.